# Вьюн-клоун
Вьюн-клоун, или боция-клоун (лат. Chromobotia macracanthus) — вид тропических пресноводных рыб из семейства ботиидовых. До недавнего времени относили к роду боции, однако согласно последним данным выделяют в монотипический род Chromobotia. В природе встречаются во внутренних водах Индонезии. Популярная аквариумная рыбка.
Тело удлинённое, округлое в поперечном сечении, ярко окрашенное. Цветовая гамма от жёлтого до оранжево-красного цвета. Поперечно проходят три тёмные полосы. Спинной плавник чёрного цвета, у основания жёлтый. Брюшной и хвостовой плавники окрашены в красный и чёрный цвета. Рот нижний, вокруг него 4 пары усиков, которые используются для поиска пищи. Чешуя очень тонкая и врастает в кожу. В природе достигает 30,6 см и 470 г, в условиях аквариумов до 12—16 см.
Встречается в Юго-Восточной Азии и Индонезии. Рыбы обитают главным образом в основных притоках рек, но на нерест во время сезона дождей, мигрируют вверх по течению в более мелкие притоки и ручьи. В зависимости от сезона мутность воды, рН и температура могут колебаться. Водоёмы, где они живут, характеризуются густой растительностью, большим затенением и незначительным течением. Дно устлано большим количеством опавших листьев, обломков ветвей, корневищ и тому подобное. Основные притоки рек имеют достаточно высокую скорость течения, которая увеличивается во время сезона дождей.
В аквариумах эта рыба появилась с 1936 года, хотя в основном такие рыбы вылавливались в естественных водоемах. Chromobotia macracanthus — активная стайная рыба, поэтому их лучше держать небольшими группами — по 3—5 особей. Минимальный объём аквариума 100—150 л для небольшой стайки из 3—5 особей. В качестве грунта можно использовать песок или мелкую гальку. Рыбы любят отдыхать в укрытиях на дне, поэтому необходимо размещение гротов, коряг или камней. Температура 25—29 ° C. Параметры воды pH 5,8—8, dH 5—10 °. Обязательная фильтрация, аэрация воды; желательно создавать движение воды. Необходима также еженедельная замена до 30 % объёма воды. Освещение нужно подбирать неяркое, растения — с крепким листьями и мощной корневой системой. В содержании эти рыбы довольно привередливы, часто болеют ихтиофтириозом. Chromobotia macracanthus можно содержать с другими рыбами, но очень спокойные рыбы могут иметь дискомфорт из-за чрезмерной активности Chromobotia macracanthus.
Chromobotia macracanthus являются всеядными. В аквариумах охотно потребляют как живые, так и замороженные корма, такие как мотыль, артемия, коретра, трубочник. Едят также сбалансированный сухой корм. Охотятся также за небольшими моллюсками. Их рацион также должен включать растительную пищу: свежие или бланшированные овощи (огурец, листья салата, шпината, кабачки).
Половой зрелости достигает в 5 лет. В аквариумных условиях размножаются плохо. Для нереста нужен просторный аквариум. Параметры воды должны быть следующими: жесткость около 6 °, pH 6,5—7,5, температуру поднимают до 32 ° C. Вода должна быть старой, с незначительным заменой на свежую. Главным условием успешного нереста является сильное течение, которое создают с помощью «вертушки». При этом нельзя использовать помпы, которые могут засосать икру. В качестве нерестового субстрата подойдут коряги или плоские камни. Инкубационный период икры 18—20 часов. Мальки начинают принимать пищу через 4 суток.